# Theodore S. Fay

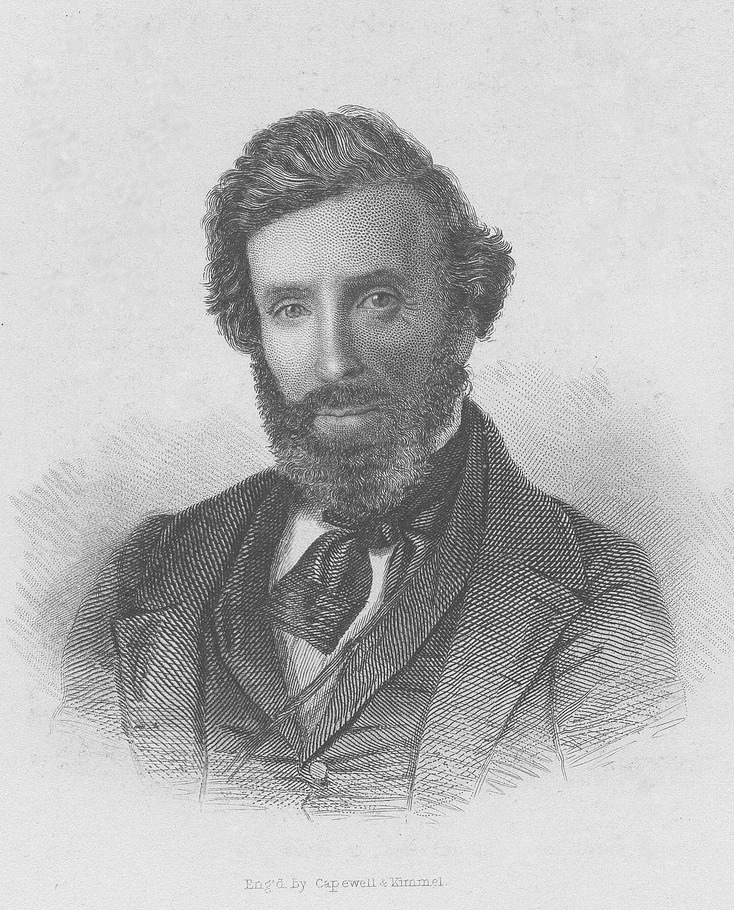
Theodore S. Fay.

Theodore Sedgwick Fay, född den 10 februari 1807 i New York, död den 17 november 1898 i Berlin, var en amerikansk författare och diplomat.
Fay ägnade sig först åt advokatyrket, men blev sedan en av redaktörerna för New York Mirror. En del av sina tidningsartiklar utgav han under titeln Dreams and reveries of a quiet man (1832). Efter en treårig resa i Europa, skildrad i The minute book (1833), utnämndes han, 1837, till legationssekreterare i Berlin. Åren 1853–1860 var han Förenta staternas ministerresident i Bern. Utom nämnda arbeten skrev han romanerna Norman Leslie (2 upplagor 1835), The countess Ida (1840) och The brothers (1844) med flera, vilka i allmänhet har en moraliserande tendens.